# مؤسسة تطوير المشاريع الاقتصادية الأردنية
مؤسسة تطوير المشاريع الاقتصادية الأردنية (jedco) هي مؤسسة حكومية مستقلة أردنية تأسست عام 1972 تحت باسم مؤسسة المراكز التجارية، كذراع حكومي لدعم القطاع الخاص في الأردن ليكون قادرًا على المنافسة في الأسواق العالمية. تصمم وتنفذ المؤسسة مجموعة متعددة من برامج التنمية والتطوير التي تستهدف قطاعات مختلفة في مجالات التصنيع والخدمات والصناعة الزراعية. المؤسسة الأردنية لتطوير المشاريع الاقتصادية. يشرف على المؤسسة مجلس إدارة يمثل القطاعين العام والخاص بالتساوي ويرأسه وزير الصناعة والتجارة والتموين.

## مجلس الادارة
يتكون مجلس الادارة من كل:
- رئيس مجلس الادارة يمثله وزير الصناعة والتجارة والتموين
- المدير التنفيذي: عطوفة السيد عبد الفتاح الكايد
- نائب رئيس مجلس الادارة/ ممثل عن القطاع الخاص
- مدير عام شركة المدن الصناعية الأردنية
- غرفة صناعة الأردن
- ممثل عن وزارة الصناعة والتجارة والتموين
- ممثل عن وزارة الزراعة
- الاتحاد العام للمزارعين الأردنيين
- ممثل عن القطاع الخاص
- ممثل وزارة التخطيط والتعاون الدولي
- ممثل عن وزارة المالية